# KFC Komárno
Maillots
Le KFC Komárno est un club de football slovaque basé dans la ville de Komárno. Le club a été fondé le 29 avril 1900 à Komárom, alors situé dans le royaume de Hongrie. Les couleurs de l'équipe sont le violet et le blanc. La devise de l'équipe est "Kedv, Kitartás, Küzdelem", qui se traduit par "Esprit, Endurance, Combat".
L'équipe a été fondée le 29 avril 1900 sous le nom de Komáromi Labdarúgó Társaság. Après deux ans, en 1902, ils adoptèrent le nom de Komáromi Football Club (KFC). Le premier match historique du KFC a eu lieu le 29 juillet 1900 contre Budapest Kistétény.
Le club participe pour la première fois la première division slovaque lors de la saison 2024-2025,.

## Palmarès

### Bilan sportif
- Deuxième division slovaque
  - Champion : 2023-2024
- Coupe de Slovaquie
  - 1/4 de finaliste : 2022-2023

## Joueurs notables
Les joueurs suivants ont été sélectionnés en équipe nationale senior de leur pays respectif. Les joueurs dont le nom est indiqué en gras ont représenté leur pays lorsqu'ils jouaient pour Komárno.
- Zoltán Czibor
- Ferdinand Daučík
- Ganbayar Ganbold
- Koloman Gögh
- Ladislav Józsa
- Imre Payer (en)
- Tamás Priskin
- Navid Rahman (en)
- Kornel Saláta
- Issa Modibo Sidibé (en)
- Marek Střeštík (en)
- Jakub Sylvestr
- Juraj Szikora (en)